# کامپوزانو
کامپوزانو (به ایتالیایی: Camposano) یک کومونه در ایتالیا است که در استان ناپل واقع شده‌است.

## خصوصیات
کامپوزانو ۳٫۳ کیلومترمربع مساحت و ۵٬۴۵۰ نفر جمعیت دارد و ۴۸ متر بالاتر از سطح دریا واقع شده‌است.